# 홍콩 과기대학

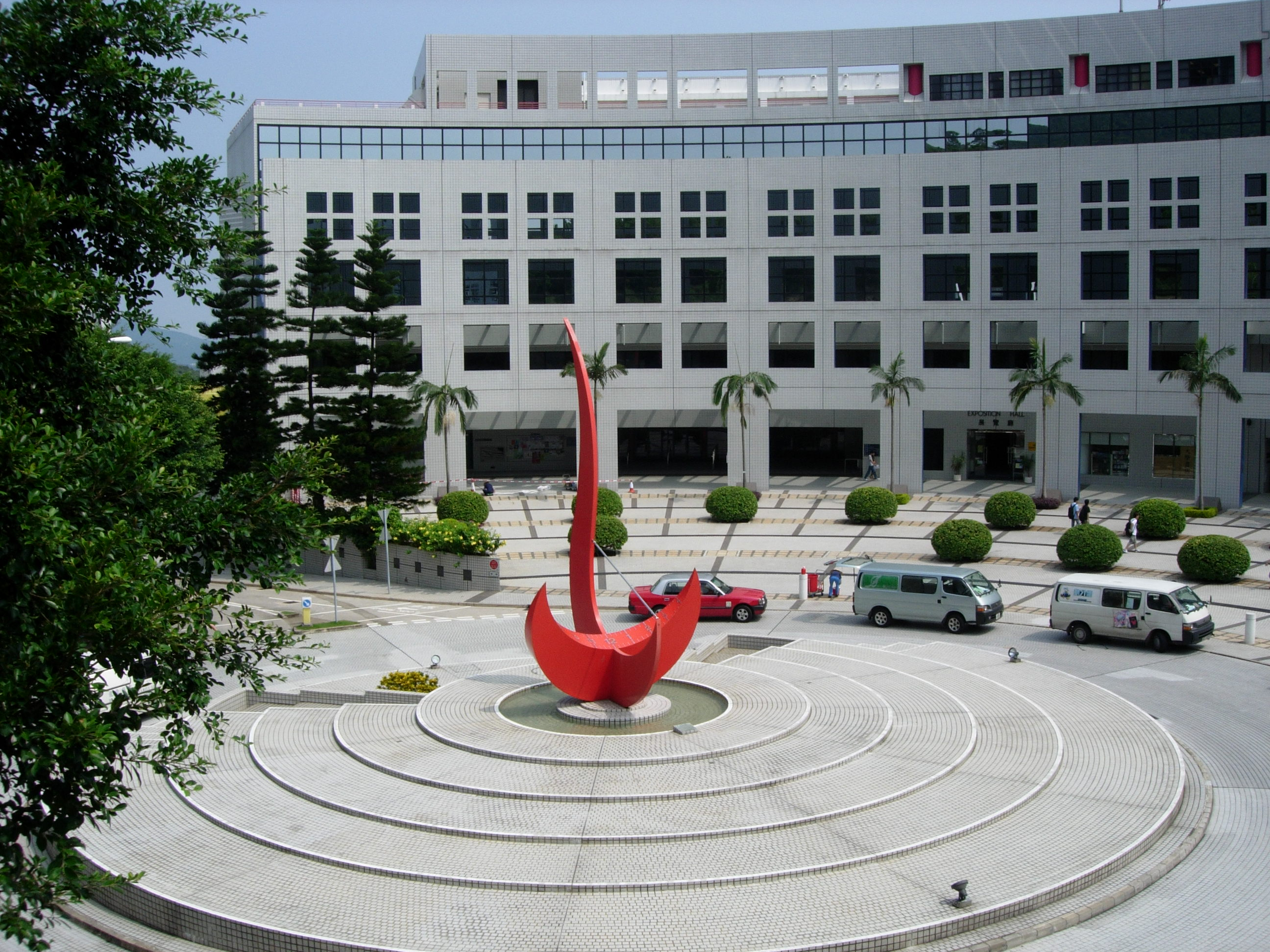
HKUST의 현무 해시계

홍콩과기대학(香港科技大學, 科大; The Hong Kong University of Science & Technology, HKUST)은 1991년 10월 홍콩에 설립된 과학 기술 중심의 세계 명문 대학이다. 3년 연속 아시아 대학 순위에서 1위를 차지하는 등, 세계에서 명망 높은 연구중심대학중에 하나다.
영국의 대학평가기관 QS에서 세계랭킹 종합 28위(2015), 40위(2014), 34위(2013)를, THE TIMES에서는 세계랭킹 종합 59위(2015), 51위(2014), 57위(2013)을 기록하였다.
공학 분야는 2015년 기준 세계 랭킹 각 14위(QS), 16위(THE), 40위(ARWU), 24위(U.S. News & World Report)에 올랐으며, MBA 프로그램은 2007년 10월 22일, 영국의 파이낸셜 타임즈가 발표한 올해의 세계 우수 EMBA 순위에서 미국 노스웨스턴 대학(Northwestern University)의 켈로그 스쿨(Kellogg's School of Business)과 함께 공동 1위를 기록하였다. 이후 5년 동안(2009~2013) 세계 1위를 유지하였다. 일반 MBA 프로그램(GMBA)은 2015년 기준으로 3개년 평균 세계 12위를 기록하고 있다.
세계경제포럼(스위스 다보스 포럼)이 선정한 전 세계 최상위 26개 대학 중 하나이다.

## 참고
1. ↑  HKUST figures
2. ↑  “GULF Member Universities” (PDF). 2015년 9월 6일에 원본 문서 (PDF)에서 보존된 문서. 2016년 5월 12일에 확인함.

## 링크 보기
- https://web.archive.org/web/20071023214436/http://www.ust.hk/
- 조선일보: ‘최고경영자과정’ 세계1위 홍콩 과학기술대학 차지